# Mustikkasaari (ö i Norra Karelen, Pielisen Karjala)
Mustikkasaari är en halvö i Finland. Den ligger i sjön Pielisjärvi och i kommunen Nurmes i den ekonomiska regionen  Pielinen-Karelen  och landskapet Norra Karelen, i den centrala delen av landet, 400 km nordost om huvudstaden Helsingfors.